# Hako Hankson
 (février 2015).
Gaston Hako, dit Hako Hankson, né le 23 janvier 1968 à Bafang, en Région de l'Ouest, est un artiste plasticien, camerounais.

## Biographie
Hako Hankson grandit dans un environnement familial, entouré de masques, statuettes, totems et autres signes et symboles qui frappent son imagination. Ces différents éléments sont la source de son inspiration.
À l'école primaire, il décore ses salles de classe.
Il interrompt ses études malgré l'opposition de ses parents qui y voyaient un avenir prometteur. Il décroche cependant un Brevet de technicien en mécanique automobile.
Autodidacte, influencé par la littérature et la philosophie, il choisit de revenir à tous ces éléments qui ont forgé sa jeunesse - et sa personnalité. Il expose à partir de 1992 à la Galerie Doual'art de Douala et acquiert une notoriété au Cameroun, en Europe et dans de nombreux pays africains.

## Expositions  (sélection)

### Expositions personnelles
- 2023       Mémoire d’horloge, OH GALLERY, project room, Dakar, Sénégal                 Les vies silencieuses, L’Atelier 21, Casablanca, Maroc                 The lost legacy, Primo Marella, Milan, Italie
- 2022      Sur le chemin des réfugiés, OFF Biennale de Dakar, OH GALLERY, Dakar, Sénégal
- 2020      Galerie Le Sud, Zurich, Suisse
- 2019     Initiation, Fondation Donwahi, Abidjan, Côte-d’Ivoire  Initiation, OH GALLERY, Dakar, Sénégal
- 2017     La nature dans la ville, Institut Français de Cotonou, Bénin
- 2016    Traces du passé et poussières de cendre, Espace Doual'art, Douala, Cameroun
- 2015:    Together For The  Future: Tradition & Contemporanéité, Espace In And Off Art Center, Douala, Cameroun
- 2014:    Lignes du cœur, Maison de la Coopération Allemande, Yaoundé, Cameroun

- 2014 : 
  - Traditions & contemporanéité, Espace Doual'art, Douala, Cameroun
- 2011 : 
  - Ombres et Esprits[6], Espace Doual'art, Douala, Cameroun
  - Benskin[7],[8], Centre Culturel Français, Yaoundé, Cameroun
  - Initiation, Coopération allemande, Yaoundé, Cameroun
- 2009 : 
  - Remember Patrice Lumumba, Centre Culturel Français, Douala, Cameroun
- 2008 : 
  - Nuances délicates[9], Centre Culturel Français, Yaoundé, Cameroun
- 2004 : 
  - Fouilles Arkéologic, Espace Doual'art, Douala, Cameroun
- 2000 : Jet hôtel, Douala, Cameroun
- 1999 : Galerie continent, Douala, Cameroun

### Expositions de groupe
- 2022   The black ghost, Primo Marella, Milan, Italie
- 2021   Réalisme ornirique : habiter le réel, OH GALLERY, Dakar, Sénégal
- 2020   Exposition Kamerun, OH GALLERY, Dakar, Sénégal
- 2019   Space in between, avec This Is Not A White Cube, Lisbonne, Portugal
- 2018   Renaissance, OH GALLERY, Dakar, Sénégal Artual Gallery, Abidjan, Côte-d’Ivoire  Galerie Mokolo, Douala, Cameroun
- 2017   LA-BAS, esplanade des rencontres, Douala, Cameroun
- 2015  Cameroun une vision contemporaine , The World Bank Act 5, Yaoundé, Cameroun  Together for the future, In and Off Art Center, Douala, Cameroun
- 2013 : 
  - Jonction, Carré des artistes, Douala, Cameroun
  - Banque mondiale, Yaoundé, Cameroun
- 2012 : 
  - Douala, portraits, Espace Doual'art, Douala, Cameroun
  - Banque mondiale, Yaoundé, Cameroun
- 2010 : 
  - Otentic City, Bonaprise-Douala, Cameroun
- 2005 : 
  - Banque mondiale, Yaoundé, Cameroun
- 2003 : 
  - Espoir, Médecins sans frontières, Douala, Cameroun
- 2002 : 
  - Salon international de l’entreprise, Yaoundé, Cameroun
- 2000 : Galerie continent, Douala, Cameroun
- 2000 : Jet hôtel, Douala, Cameroun
- 1999 : Atelier squat- art, Douala, Cameroun
- 1999 : Espace Doual'art, Douala, Cameroun

## Distinctions
- 2009 : Laureat, Écritures et art Bamoun
- 2000 : Laureat, Art dans la rue

## Sélections
2024      Biennale de Venise, Italie
2022      Biennale de Dakar, Sénégal 

## Collections publiques ou privées
- Banque mondiale, New-York, États-Unis
- Collection Leridon
- Fondation H
- Banque Mondiale au Cameroun
- Fondation Donwahi
- Collection Benetton